# Ljubinka
Ljubinka je žensko ime staroslovenskog porekla sa značenjem „ljubljena“, odnosno „voljena“. U Sloveniji je ovo izvedeno ime od imena Ljuba, dok je u Srbiji obrnuto. Ostala izvedena imena su Ljuban, Ljubana, Ljubenko, Ljubo i Ljubica, a muški oblik je Ljubinko.

## Popularnost
U Sloveniji je ovo ime 2007. bilo na 454. mestu po popularnosti.

## Spoljašnje veze
- Baby namer: Ljubinka Архивирано на веб-сајту  (1. децембар 2011), Ljubo Архивирано на веб-сајту  (1. децембар 2011)